# RUN伴
RUN伴（ランとも）は、認知症の啓発イベント。あらかじめ設定したゴールまで当事者や家族、支援者、一般市民がタスキリレーをして走るもの。NPO法人認知症フレンドシップクラブが主催し、2011年に北海道内の函館から札幌まで約300キロをリレーしたのが初回。2015年には、北見市から大牟田市までの約3000キロを結んだ。正式名称は、RUN TOMO-RROW（ラントモロー）。

## 概要
2011年に函館−札幌間300キロを171人（うち認知症当事者20人）で初めてタスキをつなぐ。翌2012年は札幌から東京まで1200キロを743人（うち認知症当事者70人）が参加。
2013年では、旭川から大阪まで1700キロを1472人（うち認知症当事者146人）、2014年は帯広から広島まで2500キロを4619人（うち認知症当事者227人）、2015年は北見市から大牟田市まで3000キロを約8000人でつないだ。
テーマカラーのオレンジ色の大会Tシャツを着用して走る。
また、地域単位で開催されるＲＵＮ伴＋（ランともプラス）はおだわら（小田原市）を皮切りに、旭川市、札幌市、恵那市、八王子市、ぐんま（群馬）等の地域で行われており、小学生や市民の参加を呼び掛け、まちづくりへの参加きっかけとなっている。このネットワークからはじまった認知症の人たちのソフトボール大会、全日本認知症ソフトボール大会（Dementiaシリーズ、通称Dシリーズ）が2014年から行われるようになった。